# Ян ван дер Венне
Ян ван дер Венне або Псевдо ван де Венне (нід. Jan van de Venne, 1590? — 1651) — фламандський художник, представник фламандського бароко.

## Історія вивчення
Належить до призабутих майстрів (Псевдо ван де Венне, бо його ім'я збігалось з іменем іншого художника Адріана ван де Венне ). На твори цікавого майстра, художня манера якого не була схожа на манеру художнього диктатора Пітера Пауля Рубенса, звернули увагу ще у 1883 році. Біблійні композиції митця були настільки індивідуальні, що коло творів художника визначили досить швидко. Розшуки в архівах надали можливість визначитися і з роками творчості, був активним митцем у 1616–1651 роках. 1616 року був прийнятий майстром в гільдію св. Луки в місті Брюссель.
На власних творах ставив неповний підпис ( de Venne Ft ), що приводило до плутанини. Картини Яна ван де Венне вважали творами голландського  художника Адріана Пітерса ван де Венне (1589–1662), можливо, його родича. Але обдарованість Яна була — більшою, а художня манера іншою, ніж у провінційного Адріана Пітерса.
Багато вивчав архіви Бельгії XVII століття французький дослідник Ж. Фукар, завдяки якому дещо з біографії Яна ван де Венне стало більш ясним.

## Пунктир біографії

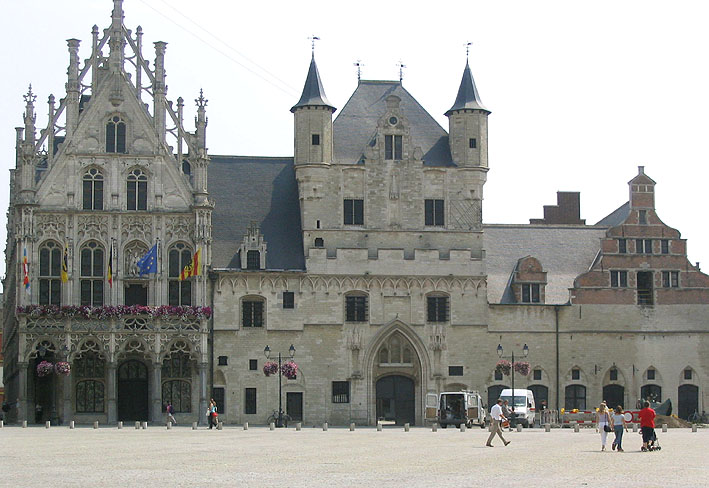
Мехелен, центральна площа.

Народився в місті Мехелен. Працював в місті Брюссель. Автор релігійних композицій, не схожих на твори П. П. Рубенса, і картини побутового жанру. В останніх — найбільш близький до творів Адріана Брауера, що ускладнювало розпізнання його творів. Був активним митцем у 1616–1651 роках. Помер у 1651 році чи близько того.

## Вибрані твори
- «Відпочинок циганського табору», Ермітаж, Санкт-Петербург
- « Циганський табір», Національний музей, Варшава
- « Видалення зуба»
- «Шарманщик»
- « Операція на нозі»
- « Старий музи́ка», Відень
- « Бійка в шинку»
- « Бійка трьох перехожих музикантів-жебраків», Нижній Новгород
- « Христос воскрешає померлого Лазаря», Ермітаж, Санкт-Петербург
- « Вигнання торгашів з храму», Музей образотворчих мистецтв імені Пушкіна, Москва
- « Іов на соломі», Музей образотворчих мистецтв імені Пушкіна, Москва

## Обрані твори (галерея)

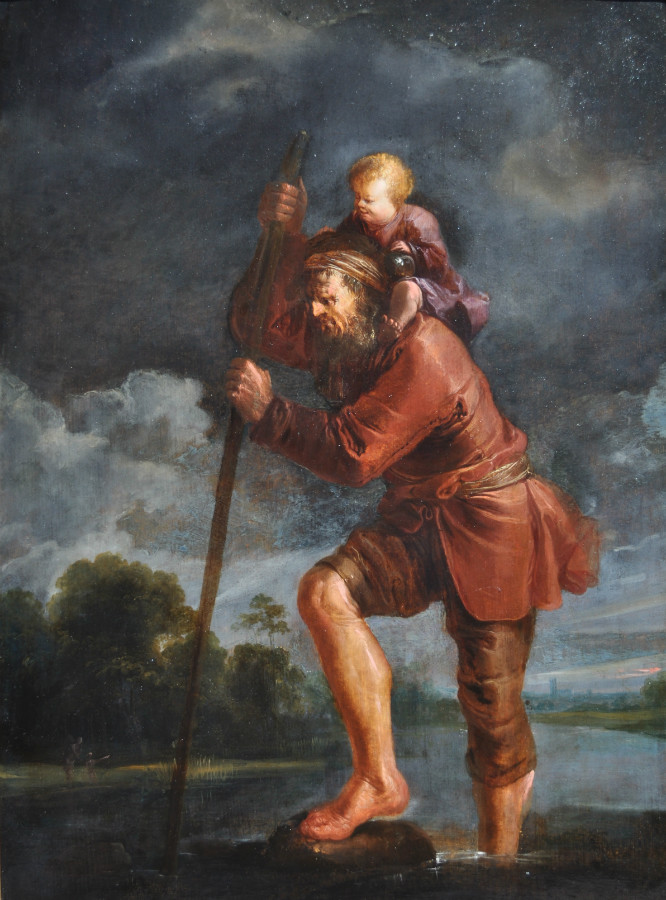
Ян ван дер Венне. «Св. Христофор»

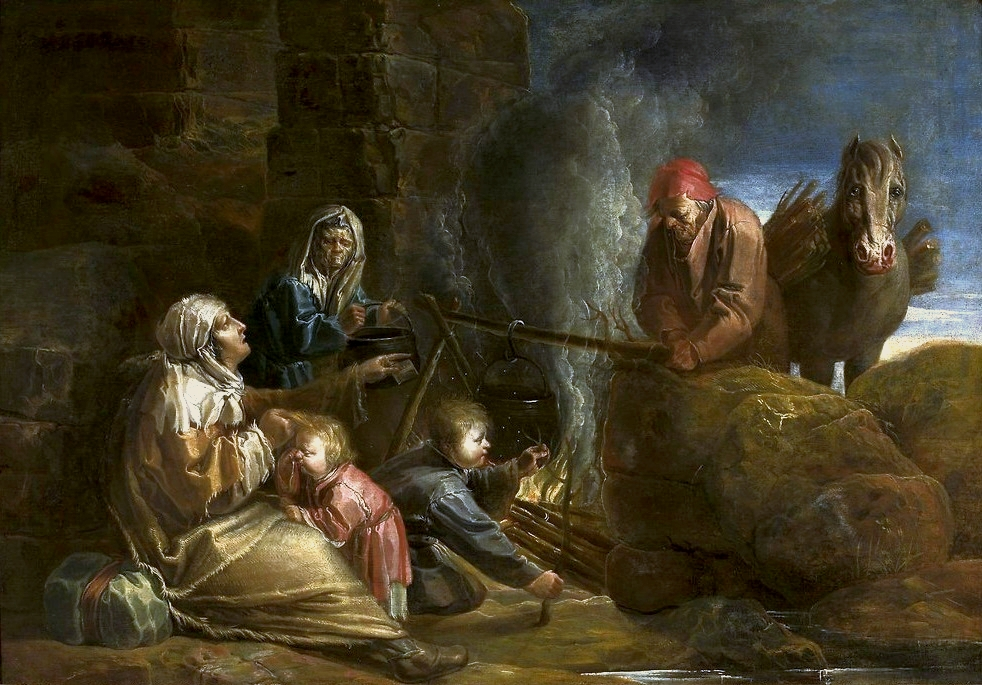
Ян ван дер Венне. «Цигани біля вогнища» , Національний музей (Варшава)
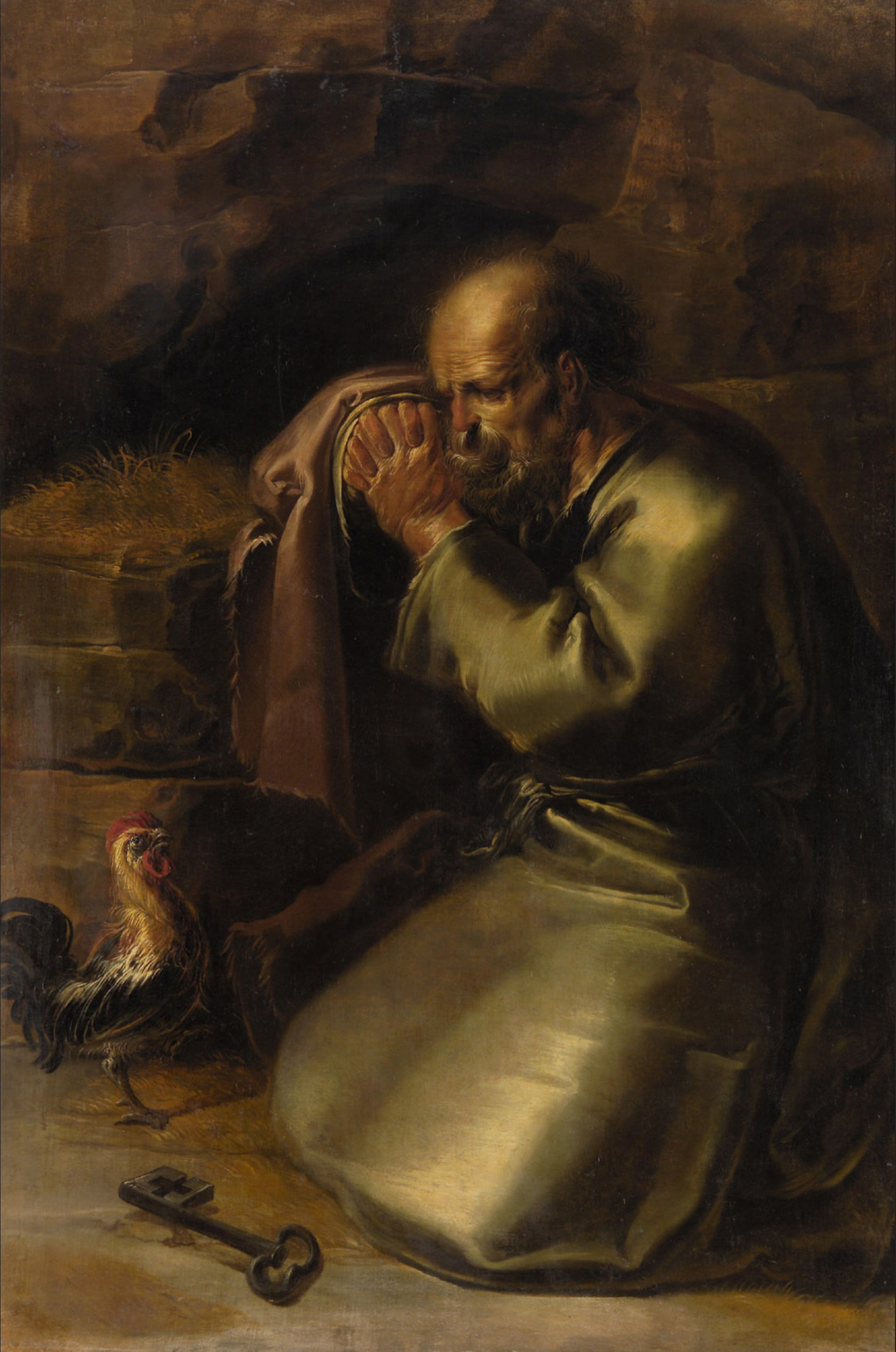
Ян ван дер Венне. «Каяття апостола Петра», Музей історії мистецтв, Відень
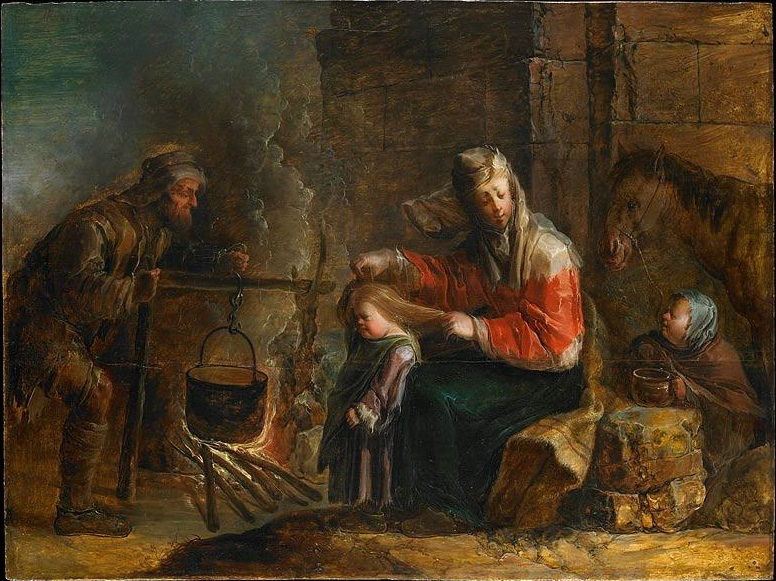
Ян ван дер Венне. «Родина циган», Музей красних мистецтв (Безансон)
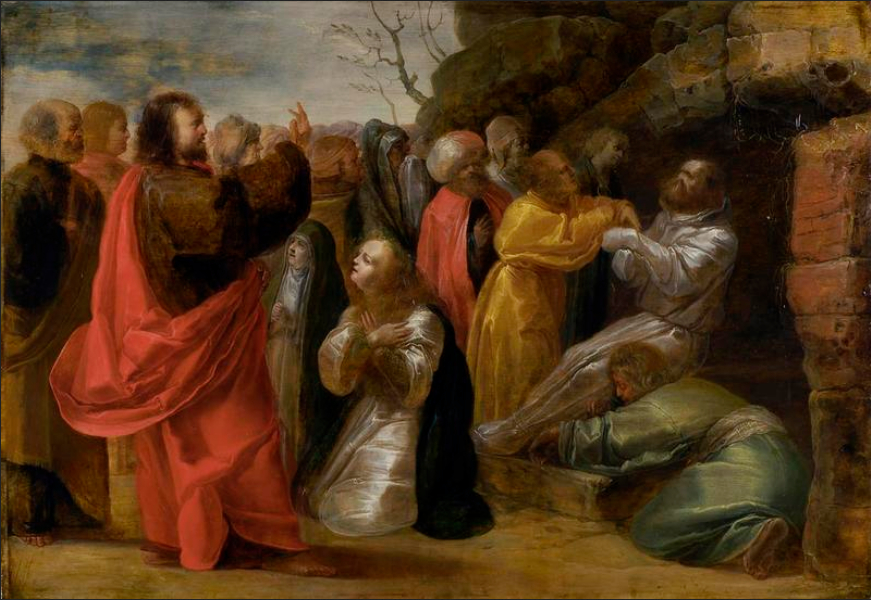
Ян ван дер Венне. «Христос воскрешає померлого лазаря»,  Музей красних мистецтв (Страсбур)